# Аламо Скуеър (Сан Франциско)
Аламо Скуеър (на английски: Alamo Square, в превод площад Аламо) е квартал и парк в Сан Франциско, щата Калифорния, САЩ. Аламо Скуеър е част от по-големия квартал Уестерн Адишън. Неговите граници са Бюканън Стрийт на изток, Търк Стрийт на север, Бейкър Стрийт на запад и Пейдж Стрийт на юг. Непосредствено до парка се намират „Дяволските пеперудки“ (Painted ladies) известни ярко боядисани в различни цветове къщи в Сан Франциско. Автобусните линии на МЮНИ с номера 5, 21, 22 и 24 обслужват квартала.
Аламо Скуеър Парк, съименник на квартала, се състои от четири градски блока на върха на хълм с изглед към центъра на Сан Франциско, с редица големи имения, включително „Нарисуваните дами“ - викториански и едуардиански къщи и сгради. Кръстен е на дървото Топола ("аламо" на испански), хълмът Аламо, е бил водопой на конната пътека от Мисия Долорес до Президио през 1800-те. През 1856 г. кметът Джеймс Ван Нес създава парк от 12,7 акра (5,1 хектара), заобикалящ водопоя.

## Атракции и характеристики
Аламо Скуеър Парк включва детска площадка и тенис корт и е посещаван от местни и туристи. В ясен ден сградата на Пирамида Трансамерика, върховете на моста Голдън Гейт и Бей Бридж могат да се видят от центъра на парка. Кметството на Сан Франциско може да се види директно надолу по улица Фултън. Районът е част от петия надзорен район на града и се обслужва от няколко автобусни линии МЮНИ, включително 5, 21, 22 и 24. През 2016 г. той е затворен за ремонт на стойност 4,3 милиона долара, продължил седем месеца.

## Архитектура
Кварталът Аламо Скуеър се характеризира с викторианска архитектура, която е останала до голяма степен недокосната от проектите за градско обновяване в други части на Уестерн Адишън. Районът Аламо Скуеър съдържа втората по големина концентрация на жилища над 10 000 квадратни фута (930 m 2) в Сан Франциско, след квартала Пасифик Хайтс.
Ред от викториански къщи с лице към парка на улица Щайнер, известни като „Нарисуваните дами“, често се показват на преден план на панорамни снимки на центъра на града. Редица филми, телевизионни предавания и реклами са заснети на площад Аламо или около него. Паркът участва активно във филма на ужасите от 1978 г. "Нашествие на похитителите на тела" /The Invasion of the Body Snatchers/ и романтичната комедия от 2012 г. Безкрайният годеж /The Five-Year Engagement/. Началната поредица на американския ситком "Пълна къща" /Full House/ (1987-1995) включва лудория в Аламо Скуеър Парк.
По периметъра на парка има много архитектурно значими имения, включително къщата на Уилям Вестерфелд, имението на архиепископа, резиденциите на руските и германските имперски консули в началото на 1900-те.